# Nash Range
Die Nash Range ist eine rund 65 km lange und hauptsächlich eisbedeckte Gebirgskette an der Shackleton-Küste in der antarktischen Ross Dependency. Sie erstreckt sich am südwestlichen Rand des Ross-Schelfeises zwischen dem Dickey- und dem Nimrod-Gletscher. 
Das neuseeländische Rossmeer-Komitee benannte sie nach dem Politiker Walter Nash (1882–1968), Premierminister Neuseelands von 1957 bis 1960.